# Embedded OpenType
Pour les articles homonymes, voir EOT.
Embedded OpenType (EOT) est un format de police créé par Microsoft à destination du World Wide Web, et supporté uniquement par Internet Explorer.
Il reprend notamment le format OpenType en y ajoutant la compression MicroType Express.
Le format Web Open Font Format 2 (WOFF2), regroupe les avantages de ce format et d'autres formats en les améliorants, notamment par une meilleure compression ou l'ajout de polices en couleur et pouvant être animées.